# Damasitimo
Damasitimo, in greco antico: Δαμασίθυμος (Calinda, V secolo a.C. – Salamina, 23 settembre 480 a.C.), è stato un re persiano di Calinda nel V secolo a.C..
Rinomato condottiero, menzionato nel settimo e nell'ottavo libro delle Storie di Erodoto, si schierò con il re persiano Serse I durante la seconda invasione della Grecia, comandando una propria nave nella flotta persiana nell'unità assegnata ad Artemisia di Caria. Prese parte alla battaglia di Capo Artemisio e a quella di Salamina, nella quale perì per mano della stessa Artemisia, intenzionata a fuggire dalla battaglia dopo la sconfitta persiana.